# Зыгин, Алексей Иванович
Алексей Иванович Зыгин (30 марта (11 апреля) 1896 года — 27 сентября 1943 года) — советский военачальник, в годы Великой Отечественной войны герой Полоцкой обороны, затем командующий армиями. Генерал-лейтенант (30.01.1943).

## Биография
Родился 11 апреля по нов. ст. 1896 года в слободе Большая Мартыновка (ныне Мартыновского района Ростовской области).

### В Русской императорской армии
В Русской императорской армии с августа 1915 года. Служил рядовым в 163-м пехотном запасном полку (Челябинск), в этом полку окончил учебную команду в мае 1916 года. В сентябре 1916 года окончил ускоренный курс Чистопольской школы прапорщиков, произведён в прапорщики, назначен младшим офицером в 243-й запасный пехотный полк (Астраханская губерния). В декабре 1916 года направлен в Кавказскую армию во 2-й Карский крепостной полк, участвовал в Первой мировой войне. Воевал против турецких войск младшим офицером и командиром роты этого полка. После Февральской революции 1917 года был избран членом ротного и полкового солдатских комитетов, а затем — председателем полкового комитета 2-го Карского крепостного полка. По расформированию полка в декабре 1917 года был демобилизован и вернулся на родину.

### В Красной армии на Гражданской войне
Участник Гражданской войны в России. В декабре 1917 года вступил в Красную Гвардию и был назначен командиром Мартыновского партизанского отряда. В его составе сражался против белых войск генералов Л. Г. Корнилова и К. К. Мамонтова.
При отступлении армии Донской советской республики в июне 1918 года отряд был окружён частями войскового старшины Г. А. Киреева в районе слободы Мартыновка, и держал героическую оборону свыше месяца. Лишь 4 августа благодаря помощи конницы С. М. Будённого отряд вырвался из окружения. Весь отряд был зачислен в Красную Армию в состав 37-й стрелковой дивизии. Сам Зыгин был назначен командиром 325-го стрелкового полка. В сентябре он был ранен, находился в госпитале в Царицыне.
По выздоровлении назначен командиром 2-го запасного стрелкового полка 10-й армии.
С октября 1918 — помощник инспектора пехоты 10-й армии, с января 1919 года вновь воевал в 37-й стрелковой дивизии: начальник штаба 1-й бригады, командир 3-й бригады. Участвовал в боях против войск генерала А. И. Деникина.
С января 1920 года — младший помощник, затем заместитель начальника штаба 2-го конного корпуса, с августа 1920 — помощник оперативного отделения штаба 2-й Конной армии. В её составе участвовал в боях с войсками генерала П. Н. Врангеля в Северной Таврии, в ноябре 1920 — в Перекопско-Чонгарской операции.
На фронтах гражданской войны был дважды ранен и один раз контужен. К 10-летнему юбилею Красной Армии за подвиги в годы Гражданской войны награждён орденом Красного Знамени.
В 1919 году вступил в РКП(б).

### Кадровый офицер РККА
После Гражданской войны, с февраля 1921 года — старший помощник начальника штаба 21-й кавалерийской дивизии на Северном Кавказе, с апреля 1921 — окружной военком в городе Георгиевск Терской области, с августа 1921 — начальник всеобуча Сальского округа, с октября 1922 — начальник всеобуча в Ростовском и Донском окружных военных комиссариатах. С мая 1925 — помощник начальника территориального управления 9-й Донской стрелковой дивизии. С ноября 1926 по октябрь 1927 — помощник начальника военного комиссара Пятигорского округа.
В 1928 году окончил Стрелково-тактические курсы усовершенствования комсостава РККА «Выстрел», после чего продолжил службу на прежней должности. С ноября 1930 — военный комендант Ростова-на-Дону. С апреля 1931 — командир-комиссар 27-го стрелкового полка 9-й стрелковой дивизии Северо-Кавказского военного округа.
В 1932 года окончил заочно Военную академию РККА имени М. В. Фрунзе. С марта 1932 года служил командиром 8-го стрелкового полка 3-й колхозной стрелковой дивизии Особой Краснознамённой Дальневосточной армии. С июля 1937 года — комендант Благовещенского укрепрайона.
2 июля 1938 года арестован, а также уволен из РККА «по служебному несоответствию». Полтора года находился в тюрьме НКВД СССР под следствием, только в декабре 1939 года был освобождён. После освобождения был восстановлен в РККА, но ещё несколько месяцев не получал нового назначения.
С марта 1940 — исполняющий должность начальника 2-х Слуцких пехотных курсов усовершенствования начсостава запаса Белорусского Особого военного округа. С июля 1940 года — командир 174-й стрелковой дивизии 62-го стрелкового корпуса Уральского военного округа.

### Полоцкая оборона
С начала июня 1941 года в Уральском военном округе была сформирована 22-я армия, которая была переброшена на запад, в Белоруссию.
К утру 22 июня 174-я стрелковая дивизия находилась ещё в пункте постоянной дислокации в районе Полоцка. Участник Великой Отечественной войны с июня 1941 года. Боевые действия в составе Западного фронта дивизия начала 29 июня, заняв оборону в Полоцком укреплённом районе. До 17 июля дивизия упорно защищала Полоцк, сочетая жёсткую оборону с внезапными атаками и ночными ударами. Оказавшись в глубоком тылу противника, дивизия под давлением превосходящих сил противника была вынуждена начать отход в направлении Невеля, где вскоре попала в окружение. Сам А. И. Зыгин с одной из колонн благополучно вышел из окружения, но узнав, что основные силы его дивизии остались в кольце, вновь перешёл линию фронта. Благодаря умелым и решительным действиям командира и личного состава, дивизии удалось прорвать кольцо и почти в полном составе вырваться из окружения, при этом была выведена вся артиллерия и подавляющая часть автотранспорта дивизии. Более того, успешные действия 174-й стрелковой дивизии способствовали прорыву из окружения основных сил 62-го стрелкового корпуса. За организованный выход из окружения А. И. Зыгин был награждён орденом Ленина, и ему присвоено воинское звание «генерал-майор» (7 августа 1941 года).

### Оборона Москвы и первые контрнаступления
С 26 октября 1941 года А. И. Зыгин командовал 186-й стрелковой дивизией, а затем 158-й стрелковой дивизией, которые в составе 22-й армии Калининского фронта участвовали в оборонительном этапе Московской битвы. Затем дивизии под его командованием участвовали в контрнаступлении под Москвой, в Калининской, Ржевско-вяземской (1942 года), Торопецко-Холмской и первой Ржевско-Сычёвской наступательных операциях.
20 июня 1942 года генерал-майор Зыгин назначен командующим 58-й армией, а 7 августа — сформированной на её основе 39-й армией Калининского фронта. До марта 1943 года войска армии участвовали в тяжёлых боях на ржевском направлении, а со 2 марта принимали участие в Ржевско-Вяземской наступательной операции.
16 сентября 1943 года генерал-лейтенант А. И. Зыгин был назначен командующим 20-й армией Западного фронта, но уже 22 сентября 1943 года его назначили командующим 4-й гвардейской армией Воронежского фронта (сменив на этом посту генерала Григория Ивановича Кулика), участвовавшей в Битве за Днепр.

### Гибель
Принять командование этой армией генерал не успел. 26 сентября 1943 года Зыгин прилетел в район действия войск армии в Полтавской области. На следующий день, 27 сентября, по пути на командный пункт армии в село Борки Зыгин решил осмотреть высотку возле села Кирияковки, намеченную под наблюдательный пункт. Машина командарма съехала с главной дороги, которая была проверена сапёрными частями, и подорвалась на оставленной немцами двухъярусной мине с очень сильным зарядом. Алексей Иванович погиб в возрасте 47 лет. Похоронен в г. Полтаве, в Петровском парке Полтавы. В 1969 году останки его были перенесены в Полтавский Мемориал Солдатской Славы.

## Награды
- Орден Ленина (31.08.1941)
- Два ордена Красного знамени (20.02.1928[10], 22.09.1943)
- Орден Кутузова 1-й степени (9.04.1943)
- Орден Отечественной войны 1-й степени (22.09.1943)[11]
- Орден Красной Звезды
- Медаль «XX лет Рабоче-Крестьянской Красной Армии» (22.02.1938)

## Память

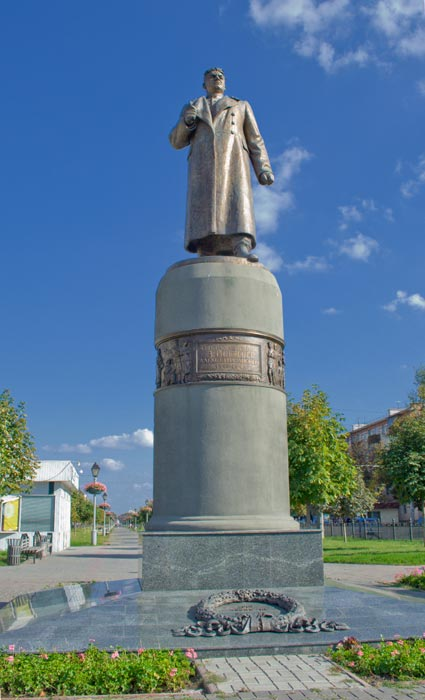
Памятник А. И. Зыгину в Полтаве. Скульптуры Л. Кербель и В Цигаль.

- В Полтаве имя генерала носит улица и площадь, на которой в 1957 году был установлен памятник (авторы — скульпторы Л. Кербель и В. Цигаль, архитектор Г. Захаров) — бронзовая скульптура на цилиндрическом железобетонном постаменте, который окаймляет бронзовый барельеф с изображением эпизодов Великой Отечественной войны[12]. 3 августа 2023 года памятник был демонтирован (ранее дважды подвергался атакам вандалов)[13].
- Имя А. И. Зыгина носит одна из улиц города Полоцка, переулок в селе Большая Мартыновка[14].
- 21 сентября 2011 года в Полоцке в честь А. И. Зыгина была открыта мемориальная доска.